# Олд Лейс
Олд Лейc (англ. Old Lace), часто называется ОЛ (англ. OL) — супергерой и ручной динозавр Гертруды Йоркс в серии комиксов Runaways издательства Marvel Comics.

## История публикации
Олд Лейc была создана Брайаном К. Вогаеном и художником Адрианом Альфоном и дебютировала, напав на других персонажей в Runaways vol. 1 # 2. Олд Лейcу было дано имя Гертрудой Йоркс после того, как она взяла кодовое имя Арсеник, создав пару Арсеник и Олд Лейc, что является ссылкой на одноимённый фильм. Олд Лейc первоначально принадлежала родителям Герты. Динозавр был генетически спроектирован, чтобы подчиняться всем командам Гертруды, то есть всякий раз, когда Герта думала или чувствовала что-то, так и динозавр. Первоначально считалось, что велоцираптор, она позже правильно определена как дейноних Виктором Манчей. Из-за психической связи, которую они разделяют, Гертруда и Олд Лейc разделяют эмоции и физическую боль, так что, если Олд Лейc имела вырез или была ранена (что часто бывает), Герте пришлось бы переносить её боль. После смерти Герты психическая связь была передана Чейзу Стэйну.

## Биография

### Первое появление
Олд Лейc было генетически спроектировано в 87-м веке, проект по заказу Дейл и Стейси Йоркс, родители Гертруды. По просьбе родителей дизайнер также вписал несколько черт характера, которые включали в себя телеэмпатические связи с Гертрудой, а также были неспособны навредить любой из её ближайших родственников, как было обнаружено, когда Гертруда приказывает Олд Леку напасть на своих родителей и Олд Лек отказывается. Олд Лейc первоначально предназначалась для того, чтобы стать частью наследства Герты, когда её родители умрут, но Гертруда и остальные беглецы наткнулись на неё во время обыска в подвале Йорксов,когда искали девушку свидетелями убийства которой своими родителями они стали...
У Олд Лейса есть телепатическая связь с Гертой. Это позволяет ей чувствовать мысли друг друга и боль и позволяет Олд Леку действовать на эмоции Герты. Оллд Лек получило своё имя от Герты Йоркс, которая временно использовала «Арсеник» в качестве своего кодового имени (по существу, создавая пару Арсеник и Олд Лейc после одноимённой пьесы и фильма). Хотя Гертруда позже сбросила кодовое имя, решив, что некоторые вещи от её родителей (например, её настоящее имя) заслуживают внимания, имя Олд Лейc осталось. Во время их последней встречи с Прайдом Олд Лейc ненадолго попала под контроль Алекса Уайлдера, в то время как Гертруда была без сознания, но Гертруда быстро восстановила контроль, когда она пришла в сознание. За секунды до смерти Герты она смогла передать телепатическое соединение с Олд Лейсом своему бойфренду Чейзу Стэйну, так как её смерть убила бы и Олд Лейса по их телепатической связи. Хотя у Олд Лейса теперь есть телепатическая связь с Чейзом, у неё было проявлено некоторое свободное желание. Это сначала показано, когда Олд Лейc атакует вампира по имени Тофер, несмотря на то, что Гертруда говорит ей прекратить и снова, когда Чейз связывается с Нико и Олд Лейc рычит и пытается остановить Чейза.

### Очевидная смерть
Чейз, после смерти своей подруги, использовал Олд Лейc
В Runaways Vol. 3 # 11, первый выпуск, написанный Кэтрин Иммонен и привлечённый Сарой Пичелли, Чейзом, Нико, Виктором и Каролиной. Внешнему источнику удаётся отправить беспилотник, летящий в дом Малибу, в гостиную на верхнем этаже, где лежат Клара и Олд Лейc. Нико, Виктор и Каролина спешат спасти Клару и Олд Лейса - однако, достигнув вершины, выяснилось, что Олд Лейc слышал приближение БПЛА, но у него было достаточно времени, чтобы защитить Клару её телом. Олд Лейcу удаётся защитить Клару, но в результате он умирает.
В выпуске №13 Молли замечает, что тело Олд Лейса отсутствует.
В №14 Чейз видит девушку, похожую на Герту. Прежде чем он выбегает на улицу и попадёт под грузовик, девушка кричит ему, чтобы он остановился. Позади неё в тени можно увидеть динозавра.
Спустя годы Академия Мстителей показала, что Олд Лейса фактически просто перевезли в другое измерение, где она была жива и здорова, и её спасла остальная часть команды. Однако она не в очень хорошем самочувствии, так как она не увидела Чейза и не ела пищу.

## Силы и способности
Несмотря на то, что она была нормальным динозавром, она показала хороший уровень интеллекта. В первом томе Олд Лейc последовало за Гертрудой и группой, пока они путешествовали по Лос-Анджелесу после того, как обнаружили динозавров в подвале её родителей. Она легко победила супергероиню Кинжал из-за её иммунитета к её лёгким кинжалам. Она также была полезна, когда они впервые столкнулись с Прайдом, снимая Стэйна, и в их второй битве, когда она победила мистера Хейса, а в их последнем сражении с Прайдом она помогла снять родителей Каролины. Также следует упомянуть о том, как она уничтожила некоторых из членов экипажа. И в то время как под руководством Чейза она проявила интеллект в том, что оставила следы мочи, чтобы быть найденным нарочно и маневрировать на стороне здания, чтобы спасти жизнь Чейза, скользя вниз по стене своими когтями.
Когти Олд Лейса также демонстрируют невероятную остроту, до такой степени, что она может прорваться и держаться за стену.

## Связь с другими Беглецами

### Гертруда
Герта обнаружила, что у неё была телепатическая связь с Олд Лейсом, когда динозавр остановился от нападения на Беглецов, потому что Герта выкрикнула в страхе «НЕТ!». В одном из ранних столкновений Беглецов с Прайдом, Герта также обнаружила, что у неё была эмпатическая связь с Олд Лейсом, когда она испытала ту же боль, что чувствовал Олд Лейc. Телепатическая связь Герты с Олд Лейсом позволила ей напрямую общаться с динозавром и приказывать ему делать все, что она пожелает. Связь работала в обоих направлениях, позволяя Олд Леку перенести её мысли прямо на Герту, но Олд Лейc не мог дать команду Герте тем же способом. Олд Лейc был безоговорочно верен Герте, даже до того, как сражался против команды; Олд Лейc однажды набросился на Нико без приказов Герты, когда у Герты и Нико было их краткое выпадение. Сочувствие Герты и Олд Лейса позволяет им делиться не только мыслями, но и физической болью. Если Гертруде причинят боль, Олд Лейc почувствует боль и наоборот. Именно поэтому в выпуске 7, выпущенном 7-м выпуском Running, Герт отказывается сражаться с Роем, потому что у неё аллергия к пчелиным укусам, и она утверждает, что даже одно жало на неё может положить конец им обоим.

### Чейз
В момент смерти Гертруды она переносит свою психическую связь с Олд Лейсом своему бойфренду Чейзу. С этого момента Олд Лейc становится преданным Чейзу. Чейз использует Олд Лейса гораздо более агрессивно, чем Гертруда, приказывая ей вырвать горло врага. Однако, Олд Лейc не следует за порядком Чейза, так же как она следовала за Гертой. Олд Лейc иногда протестует, и Чейз должен напомнить ей, что он теперь за неё отвечает. Так же, как и с Гертрудой, психическая связь с Чейсом имеет тот же недостаток, что если кто-то травмирован, они оба разделяют боль.

### Алекс
Алекс был оригинальным лидером Беглецов. Он узнал о существовании Олд Лейса ещё до Гертруды и разработал план ей наткнуться на Олд Лейса как бы случайно. Во время финальной битвы с Прайдом Гертруда говорит Олд Лейcу, что если с ней что-то случится, ОЛ должен подчиняться командам Алекса. Тем не менее, Гертруда не знает, что Алекс является предателем команды и фактически работает на Прайд. Алекс следит за тем, чтобы Гертруда была выбита и взяла контроль над Олд Лейсом. Олд Лейc следует за Алексом, пока Гертруда не оживает и сразу же снова берёт под контроль Олд Лейса и поворачивает динозавра против Алекса.

## Другие версии
Олд Лейса можно также найти в Marvel Zombies против книги Army of Darkness. На нескольких панелях зомбированные Беглецы питаются Олд Лейсом, а группа зомби преследует Пузыря.
В честь «Недели животных», посвящённого всем животным Вселенной Marvel, несколько выпусков дебютного животного были доступны бесплатно в цифровых комиксах Marvel. Runaways # 3 (июнь 2003), дебют Олд Лейса, был доступен для свободного чтения в пятницу, 10 апреля.

## Вне комиксов

### Телевидение
- Олд Лейс появится в сериале Беглецы от Marvel, выпущенном на Hulu.

### Видеоигры
- Олд Лейc появляется в Marvel Heroes. Её можно купить как домашнее животное.
- Олд Лейc появляется вместе с Чейзом Стэйном как единый совместный персонаж в Marvel: Avengers Alliance. Персонаж - награда за выполнение всех заданий в Special Operations 25.